# Jurij Maximow
Jurij Wiljowitsch Maximow (ukrainisch Юрій Вільйович Максімов, englisch Yuriy Vilyovych Maksimov; russisch Юрий Вильевич Максимов ‚Juri Wiljewitsch Maximow‘; * 8. Dezember 1968 in Cherson) ist ein ehemaliger ukrainischer Fußballprofi. Maximow war ein zentraler Mittelfeldspieler und ist in Deutschland bekannt aus seiner Spielzeit bei Werder Bremen. Seit September 2023 ist er Cheftrainer des ukrainischen Erstligisten SK Dnipro-1.

## Laufbahn
Maximow wechselte zur Saison 97/98 über Dnipro Dnipropetrowsk und Dynamo Kiew für 1.500.000 DM nach Bremen. In seinen vier Jahren in der Fußball-Bundesliga schoss er 9 Tore in 69 Spielen und erhielt dabei einen Platzverweis. 
Im Juli 2001 wechselte Maximow zum Zweitligisten SV Waldhof Mannheim. In seinen zwei Spieljahren dort schoss Maximow 3 Tore in 27 Spielen. Anschließend spielte er noch ein Jahr für den FK Rostow in der russischen Premjer-Liga. Danach wechselte er zurück in die Ukraine, wo er kurzzeitig Spielertrainer des Borysfen Boryspol war, und beendete seine Spielerkarriere im Alter von 35 Jahren bei Metalurh Saporischschja.
In Osteuropa blieb Maximow dem Fußball dennoch erhalten: In den Folgejahren arbeitete er unter anderem als Trainerassistent beim belarussischen Erstligisten FK Dinamo Minsk sowie als Cheftrainer in der zweiten ukrainischen Liga. In der Saison 2008/09 gelang ihm mit dem FK Obolon Kiew der Aufstieg in die ukrainische Premjer-Liha. In der nächsten Winterpause wechselte er jedoch zu Ligakonkurrenten Krywbas Krywyj Rih.

## Erfolge als Spieler
- Ukrainischer Meister 1995, 1996 und 1997 mit Dynamo Kiew
- Ukrainischer Pokalsieger 1996 mit Dynamo Kiew
- DFB-Pokalsieger 1999 mit Werder Bremen. Im Finale gegen den FC Bayern München schoss Maximow selbst das 1:0, das jedoch später ausgeglichen wurde. Das Spiel entschied sich im Elfmeterschießen, wobei Maximow nicht als Schütze antrat.

## Erfolge als Trainer
- Aufstieg 2009 in die ukrainische Premjer-Liha mit dem FK Obolon Kiew.